# Sven Daniel Bühler
Sven Daniel Bühler (* 1989 in Heilbronn) ist ein deutscher Schauspieler und Hörspielsprecher sowie Musiker.

## Leben
Sven Daniel Bühler wurde 1989 in Heilbronn geboren und ist vor allem als Schauspieler bekannt.
Von 2011 bis 2015 studierte er Schauspiel an der HMTM in Hannover.
Danach folgten Produktionen im Studiotheater in Hannover und im Staatstheater Oldenburg. Ein fixes Theaterengagement hatte Sven Daniel Bühler von 2015 bis 2019 im Staatstheater Karlsruhe.
Seit 2021 ist Sven Daniel Bühler als durchgehende Hauptrolle namens „Sven“ in Ich dich auch! zu sehen. 2022 sieht man ihn in den neuen Folgen von Das Boot.
Sven Daniel Bühler wohnt in Berlin.

## Filmografie
- 2019: Hubert und Staller
- 2021: Disco 76
- 2021: Tonis Welt
- seit 2021: Ich dich auch!
- 2022: Das Boot

## Hörspiele und Features
- 2015: Liebe, Tod und Teufel (Feature, NDR)
- 2019: Fremde Brüder (Feature, SWR)
- 2020: Das Leben des Vernon Subutex (Hörspiel, SWR)

## Theaterengagements
- 2015–2019: Staatstheater Karlsruhe (festes Ensemblemitglied)
  - Iphigenie, Rolle: Menelaos, Regie: Lilja Rupprecht (2019–20)
  - Viel Lärm um nichts,  Rolle: Adriano, Regie: Lily Sykes (2018–20)
  - Love is a Battlefield, Rolle: Lotario, Regie: Sven D. Bühler (2018–20)
  - Antigone, Rolle: Haimon; Regie: Anna Bergmann (2017–18)
  - Faust, Rolle: Gretchens Mutter und Wagner; Regie: Michael Talke (2017–18)
  - Die Räuber, Rolle: Franz von Moor; Regie: Mina Salehpour
- 2014: Was ihr wollt, Rolle Sebastian, Regie: M. Laberenz/ am Staatstheater Oldenburg